# Reinventing the Steel
Reinventing the Steel – wydana w roku 2000 ostatnia oficjalna płyta thrashmetalowego zespołu Pantera.
W nagrywaniu płyty brał udział Kerry King, gitarzysta zespołu Slayer.
Według danych z kwietnia 2002 album sprzedał się w nakładzie 570,148 egzemplarzy na terenie Stanów Zjednoczonych.

## Lista utworów
1. "Hellbound" – 2:42
2. "Goddamn Electric" – 4:57
3. "Yesterday Don't Mean Shit" – 4:20
4. "You've Gotta Belong To It" – 4:13
5. "Revolution Is My Name" – 5:16
6. "Death Rattle" – 3:18
7. "We'll Grind That Axe For A Long Time" – 3:45
8. "Up Lift" – 3:46
9. "It Makes Them Disappear" – 6:22
10. "I'll Cast A Shadow" – 5:22

## Twórcy
- Phil Anselmo – śpiew
- Vinnie Paul – perkusja
- Dimebag Darrell – gitara
- Rex Brown – gitara basowa
- Kerry King – gitara kończąca utwór "Goddamn Electric"

## Pozycje na listach
| Lista         | Kraj              | Pozycja |
| ------------- | ----------------- | ------- |
| Billboard 200 | Stany Zjednoczone | 4       |